# Larry Ellison
Lawrence Joseph „Larry” Ellison (ur. 17 sierpnia 1944 w Nowym Jorku) – amerykański biznesmen, współzałożyciel oraz prezes Oracle Corporation.

## Życiorys
Ellison jest nieślubnym synem 19-letniej wówczas matki, wychowywanym przez jej ciotkę. Wcześnie ujawnił zdolności matematyczne i jako młody człowiek podjął pracę dla Ampex Data Systems Corporation. Jednym z projektów, przy którym pracował, była baza danych opracowywana przez CIA. Projekt ten nosił kryptonim Oracle („Wyrocznia”) i był jednym z pierwszych mających stworzyć olbrzymi zbiór tzw. big data o każdym obywatelu w kręgu zainteresowania.
Ellison był zainspirowany artykułem Edgara F. Codda dotyczącego systemów zarządzania relacyjnymi bazami danych, A Relational Model of Data for Large Shared Data Banks. W roku 1977 założył późniejszą firmę Oracle, pierwotnie pod nazwą Software Development Laboratories. W 1979 przedsiębiorstwo zmieniło nazwę na Relational Software Inc., potem wreszcie na Oracle, od nazwy jej sztandarowego produktu. Po pojawieniu się IBM-owskiego Systemu R, także opartego na idei Codda, starał się doprowadzić do kompatybilności z nią swojej bazy, lecz IBM nie ujawnił istotnej części kodu źródłowego, co uniemożliwiło zgodność. Baza Oracle miała od razu numer 2, co miało sugerować, że wszystkie błędy zostały w niej wykryte i usunięte.
Ellison z majątkiem w wysokości 52,2 mld USD zajmował w 2017 r. 5. miejsce na liście najbogatszych ludzi w Stanach Zjednoczonych. Jest znanym miłośnikiem jachtingu, uczestnikiem regat  o Puchar Ameryki i regat Sydney-Hobart (po tragicznej śmierci 6 członków załogi zrezygnował z regat oceanicznych). Jest właścicielem statku „Sayonara” (ok. 140 m długości), kosztującego ponad 200 mln USD. Jest w 98% właścicielem wyspy Lānaʻi na Hawajach.